# Flemming Rasmussen
Flemming "Razz" Rasmussen (født 1958) er en dansk lydtekniker og musikproducer. Han er især kendt for sit arbejde i Sweet Silence Studios, der blev etableret i 1976 af Freddy Hansson. Rasmussen blev medejer af studiet i 1980, og fra 1999 var han eneejer, indtil det lukkede i november 2008.Herefter var Flemming freelance, og medejer af forskellige studier.
Flemming genåbnede Sweet Silence Studios hos Bandhotel SV, i nye lokaler i København SV, Bådehavnsgade 12.
Flemming Rasmussen var bl.a. tekniker og producer på tre albums med det verdensberømte thrash metal-band Metallica, nemlig Ride the Lightning (1984), Master of Puppets (1986) og ...And Justice for All (1988). Han fik megen kritikerros for de to førstnævnte plader, mens lyden på ...And Justice for All ikke faldt i alle kritikeres smag.[kilde mangler] Rasmussen modtog dog i 1989 en Grammy for bedste metal-performance for nummeret "One" fra netop denne plade.
Flemming Rasmussen har desuden produceret Sort Sols Glamourpuss (1993), som indbragte en Dansk Grammy i 1994. Blandt andre produktioner kan nævnes Morbid Angels Covenant (1993), Blind Guardians Imaginations from the Other Side (1995) og Nightfall in Middle-Earth (1998). Derudover Artillerys By Inheritance (1990) og Ensiferums Iron (2004). Endvidere har han været involveret i produktionen af plader med bl.a. Anne Linnet, Poul Krebs, Mew, Tantara, Shotgun Revolution,Simcess, Her Personal Pain og BLINK.